# Viola Paulitz
Viola Paulitz (Hildesheim, 22 de março de 1967) é uma ex-ciclista de estrada alemã.
Paulitz representou a Alemanha Ocidental nos Jogos Olímpicos de 1988 na prova de estrada; e a Alemanha nas Olimpíadas de 1992, também na prova de estrada.